# Saint-Just, Ardèche

Saint-Just este o comună în departamentul Ardèche din sud-estul Franței. În 1 ianuarie 2022 avea o populație de 1.611 de locuitori.